# John Kenneth Turner

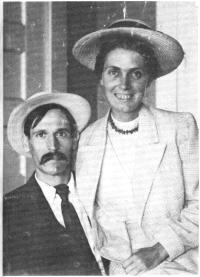
J. K. Turner und E. E. Duffy um 1920

John Kenneth Turner (* 5. April 1879 in Portland (Oregon); † 31. Juli 1948 in Salinas, Kalifornien) war ein US-amerikanischer Publizist, Journalist und Autor.
Turners Vater war Drucker beim Portlander Oregonian und betrieb später eine Druckerei in Stockton (Kalifornien), wo Turner seine Jugend verbrachte und das Druckereigeschäft erlernte. Sein Großvater, ein Methodisten-Pfarrer, hatte als pioneer 1849 einen Siedler-Treck von Kentucky nach Oregon geführt.
Mit 16 Jahren begann Turner sich für den Sozialismus zu interessieren und publizierte mit 17 das Skandalblatt Stockton Saturday Night, das die Bloßstellung korrupter Politiker und Geschäftsleute betrieb. Er studierte an der University of California, wo er Ethel Evelyn Duffy (1885–1969) kennenlernte. Beide heirateten 1905 und ließen sich in San Franciscos Künstlerviertel (Montgomery St. area) nieder, verloren aber durch das Erdbeben von 1906 ihre Wohnung. Nach kurzer Zeit in Portland zogen sie nach Los Angeles, wo Turner als Reporter für den Express arbeitete. 1908 bis 1911 war das Paar an der mexikanischen Revolutionsbewegung beteiligt, deren Beginn ein Buch Turners über die Korruption unter Porfirio Díaz beschleunigt hatte.
Ab 1912 lebte die Familie in Carmel-by-the-Sea, wo ihr George Sterling sein Haus überlassen hatte. Turner schrieb Artikel für die sozialistische New Yorker Zeitschrift Call, für Appeal to Reason und andere Periodika. Im Frühjahr 1915 reiste er nach Mexiko, um über die US-Besetzung von Veracruz zu berichten und führte ein Exklusivinterview mit Venustiano Carranza. Im Folgejahr reiste er erneut dorthin, um über die Strafexpedition gegen Pancho Villa zu berichten.
Als Gast des Senators Robert M. La Follette sr. hörte er im April 1917 die Rede Woodrow Wilsons vor dem Kongress zum Eintritt der USA in den Ersten Weltkrieg. Er opponierte ab da gegen die Kriegsbeteiligung sowie Wilson und schrieb 1922 über die Ursachen ein kritisches Buch, das unter anderem der ehemalige deutsche Kaiser Wilhelm II. in seinem Buch Ereignisse und Gestalten zur Kriegsschuldfrage zitiert.
Nach dem Krieg, als weiter die Möglichkeit bestand, dass die USA in Mexiko militärisch intervenierten, publizierte die Rand School of Social Science sein Buch Hands Off Mexico. Turner, der sich auch für Agrarreformen interessierte, interviewte 1921 den Zapatisten-General Genovevo de la O in Cuernavaca.
Die starken Verfolgungen nach den Palmer Raids in den 1920er/30er Jahren entmutigten Turner und er veröffentlichte erst 1941 wieder ein letztes Buch. Seine Witwe zog 70-jährig auf eine Bitte der dortigen Regierung nach Mexiko. Für ihre Verdienste an der mexikanischen Revolution wurde sie mit militärischen Ehren begraben.

## Werke
- Barbarous Mexico. An Indictment of a Cruel and Corrupt System. Chicago, Charles H. Kerr & Comp. 1910
  - spanisch: México Bárbaro. 1908 online
- La intervención en México y sus nefandos factores. 1916
- Quién es Pancho Villa ?. 1916
- Hands off Mexico. New York. The Rand School of Social Science. 1920
- Shall It Be Again?.New York. B.W. Heubsch. 1922 online
- Challenge to Karl Marx. New York. Reynal & Hitchcock. 1941